# Liste des Premiers ministres de la Colombie-Britannique
Le premier ministre de la Colombie-Britannique est le chef de gouvernement de la province canadienne de la Colombie-Britannique. Cet article dresse la liste des premiers ministres de cette province. Le titulaire actuel de la fonction est David Eby, depuis le 18 novembre 2022.

## Liste
|  |  | Rang | Nom                             | Parti                | Mandat                               |
|  |  | ---- | ------------------------------- | -------------------- | ------------------------------------ |
|  |  | 1er  | John Foster McCreight           | n/a                  | 13 novembre 1871 — 23 décembre 1872  |
|  |  | 2e   | Amor De Cosmos                  | Libéral              | 23 décembre 1872 — 11 février 1874   |
|  |  | 3e   | George Anthony Walkem (1e fois) | n/a                  | 11 février 1874 — 1er février 1876   |
|  |  | 4e   | Andrew Charles Elliott          | n/a                  | 1er février 1876 — 25 juin 1878      |
|  |  | -    | George Anthony Walkem (2e fois) | n/a                  | 25 juin 1878 — 13 juin 1882          |
|  |  | 5e   | Robert Beaven                   | n/a                  | 13 juin 1882 — 29 janvier 1883       |
|  |  | 6e   | William Smithe                  | n/a                  | 29 janvier 1883 — 28 mars 1887       |
|  |  | 7e   | Alexander Edmund Batson Davie   | n/a                  | 1er avril 1887 — 1er août 1889       |
|  |  | 8e   | John Robson                     | n/a                  | 2 août 1889 — 29 juin 1892           |
|  |  | 9e   | Theodore Davie                  | n/a                  | 2 juillet 1892 — 4 mars 1895         |
|  |  | 10e  | John Herbert Turner             | n/a                  | 4 mars 1895 — 15 août 1898           |
|  |  | 11e  | Charles Augustus Semlin         | n/a                  | 15 août 1898 — 28 février 1900       |
|  |  | 12e  | Joseph Martin                   | Libéral              | 28 février 1900 — 15 juin 1900       |
|  |  | 13e  | James Dunsmuir                  | n/a                  | 15 juin 1900 — 21 novembre 1902      |
|  |  | 14e  | Edward Gawler Prior             | Conservateur         | 21 novembre 1902 — 1er juin 1903     |
|  |  | 15e  | Richard McBride                 | Conservateur         | 1er juin 1903 — 15 décembre 1915     |
|  |  | 16e  | William John Bowser             | Conservateur         | 15 décembre 1915 — 23 novembre 1916  |
|  |  | 17e  | Harlan Carey Brewster           | Libéral              | 23 novembre 1916 — 1er mars 1918     |
|  |  | 18e  | John Oliver                     | Libéral              | 6 mars 1918 — 17 août 1927           |
|  |  | 19e  | John Duncan MacLean             | Libéral              | 20 août 1927 — 21 août 1928          |
|  |  | 20e  | Simon Fraser Tolmie             | Conservateur         | 21 août 1928 — 15 novembre 1933      |
|  |  | 21e  | Thomas Dufferin Pattullo        | Libéral              | 15 novembre 1933 — 9 décembre 1941   |
|  |  | 22e  | John Hart                       | Libéral-conservateur | 9 décembre 1941 — 29 décembre 1947   |
|  |  | 23e  | Byron Ingemar Johnson           | Libéral-conservateur | 29 décembre 1947 — 1er août 1952     |
|  |  | 24e  | W.A.C. Bennett                  | Crédit social        | 1er août 1952 — 15 septembre 1972    |
|  |  | 25e  | Dave Barrett                    | NPD                  | 15 septembre 1972 — 22 décembre 1975 |
|  |  | 26e  | Bill Bennett                    | Crédit social        | 22 décembre 1975 — 6 août 1986       |
|  |  | 27e  | William Vander Zalm             | Crédit social        | 6 août 1986 — 2 avril 1991           |
|  |  | 28e  | Rita Johnston                   | Crédit social        | 2 avril 1991 — 6 novembre 1991       |
|  |  | 29e  | Michael Harcourt                | NPD                  | 5 novembre 1991 — 22 février 1996    |
|  |  | 30e  | Glen Clark                      | NPD                  | 22 février 1996 — 25 août 1999       |
|  |  | 31e  | Dan Miller                      | NPD                  | 25 août 1999 — 24 février 2000       |
|  |  | 32e  | Ujjal Dosanjh                   | NPD                  | 24 février 2000 — 5 juin 2001        |
|  |  | 33e  | Gordon Campbell                 | Libéral              | 5 juin 2001 — 14 mars 2011           |
|  |  | 34e  | Christy Clark                   | Libéral              | 14 mars 2011 — 18 juillet 2017       |
|  |  | 35e  | John Horgan                     | NPD                  | 18 juillet 2017-18 novembre 2022     |
|  |  | 36e  | David Eby                       | NPD                  | Depuis le 18 novembre 2022           |

## Anciens premiers ministres encore vivants
En novembre 2024, huit anciens premiers ministres britanno-colombiens sont encore en vie, le plus âgé étant William Vander Zalm (1986-1991, né en 1934). Le dernier premier ministre à mourir est John Horgan (2017-2022) le 12 novembre 2024. William Smithe (1883-1887), Alexander Edmund Batson Davie (1887-1889), John Robson (1989-1892), Harlan Carey Brewster (1916-1918) et John Oliver (1918-1927) sont les seuls premiers ministres à être morts en cours de mandat.
| Nom                 | Terme     | Date de naissance |
| ------------------- | --------- | ----------------- |
| William Vander Zalm | 1986-1991 | 29 mai 1934       |
| Rita Johnston       | 1991      | 22 avril 1935     |
| Michael Harcourt    | 1991-1996 | 6 janvier 1943    |
| Glen Clark          | 1996-1999 | 22 novembre 1957  |
| Dan Miller          | 1999-2000 | 24 décembre 1944  |
| Ujjal Dosanjh       | 2000-2001 | 9 septembre 1947  |
| Gordon Campbell     | 2001-2011 | 12 janvier 1948   |
| Christy Clark       | 2011-2017 | 29 octobre 1965   |